# GetJet Airlines
GetJet Airlines è una società di leasing di aeromobili (ACMI) e una compagnia aerea charter con sede a Vilnius, in Lituania. I suoi aerei volano per conto di compagnie aeree internazionali che attualmente includono LOT Polish Airlines, Finnair, TUIfly, Air Malta, Tunisair, WizzAir e altri. La compagnia opera anche voli charter per tour operator dei paesi baltici.
Nel 2019, la compagnia ha trasportato 1,5 milioni di passeggeri.

## Storia
La Civil Aviation Administration della Repubblica di Lituania (CAA) ha rilasciato un certificato di operatore aereo (COA) a GetJet Airlines nel marzo 2016. Nel maggio dello stesso anno, la compagnia ha ottenuto una licenza commerciale dall'UE. Successivamente ha iniziato a fornire servizi di noleggio di aeromobili. Il primo volo della compagnia è avvenuto il 25 maggio 2016.
Il 7 febbraio 2018, GetJet Airlines ha annunciato di aver superato con successo l'Audit sulla sicurezza operativa (IOSA) dell'International Air Transport Association (IATA).
Alla fine del 2018, la compagnia ha rilevato i voli charter di Small Planet Airlines dall'aeroporto di Vilnius e ha iniziato a fornire servizi per i tour operator dei paesi baltici.
Nel settembre 2019 la compagnia ha firmato un accordo con Sunwing Airlines, una compagnia canadese, e ha iniziato a operare voli in quel paese.
Nell'ottobre 2019, GetJet Airlines è stato il primo vettore aereo lituano ad iniziare ad operare voli transatlantici verso il Nord America con un aereo registrato nel paese baltico. Opera voli a lungo raggio tra Varsavia e Toronto per conto di LOT Polish Airlines utilizzando l'unico Airbus A330 nella regione baltica.
Nel 2022, GetJet ha noleggiato tre Boeing 737-800 dalla World Star Aviation, due degli aerei erano ex Tigerair Australia e uno ex Virgin Australia. Tutti e tre sono stati rapidamente messi in servizio senza una nuova livrea, mostrando i segni dei loro ex operatori.

## Flotta

### Flotta attuale
Ad agosto 2024 la flotta di GetJet Airlines è così composta:

### Flotta storica
Nel corso degli anni, GetJet Airlines ha operato con i seguenti aeromobili: